# 張建雄 (作家)
張建雄（英語：Jonathan Cheung Kin-Hung，1947年—），工商管理碩士，資深銀行家，專欄作家，在香港出生，祖籍廣東省開平市；畢業于香港中文大學新亞書院工商管理系，及後在加拿大約克大學完成工商管理碩士 (MBA)，他曾長時間任職法國及美國兩大銀行，現在於香港中文大學兼職講授EMBA課程，亦是香港城市大學協席教授和香港理工大學企業經管人才發展中心客席導師。

## 教育
- 1970年畢業于香港中文大學新亞書院工商管理系。
- 1973年獲加拿大約克大學MBA碩士學位。

## 履歷
- 1973年畢業後，任職美國大通銀行。
- 1975年派赴美國大通銀行臺北分行。
- 1979年，加入法國里昂信貸銀行，主管亞太區銀團貸款。
- 1982年赴巴黎任職，再被派任加拿大西部負責人。
- 1987年轉駐洛杉磯，任美國西部負責人。
- 1990年調任臺灣區總經理，兼負責中國大陸業務。
- 1995年返巴黎任北亞區經理，並於1997年返港，先後擔任亞洲區金融總監，以及區域銀行關係總監。
- 2002年，以55歲之齡從里昂信貸銀行提早退休，及後出任中大、城大商學院兼任教席，同時開始寫作。
- 2019年10月，獲母校邀請主講「新亞當代中國講座」，主講題目為《讀史觀勢—了解中國現狀與對外關係》。

## 著作
（共42本）
2011年
- 《張總易經看天下》 ，香港：中華書局(香港)有限公司，2011.
- 《張總郵輪看天下》  ，香港：中華書局(香港)有限公司，2011.

2009年
- 《馋游山水》，上海：上海書店出版社，2009.
- 《逸游天下》，香港：皇冠出版社（香港）有限公司，2009.

2008年
- 《读三国·论管理 - 增订版》，香港：商務印書館，2008.

2007年
- 《E+MBA 金手指》，香港：皇冠出版社（香港）有限公司，2007.
- 《令人戰栗的商戰故事》 ，香港：皇冠出版社（香港）有限公司，2007.
- 《读红楼·论柔性管理》，香港：商務印書館，2007.

2006年
- 《读西游·论危机管理》，香港：商務印書館，2006.

2005年
- 《馋话连篇》 ，上海：上海書店出版社，2005.
- 《饞游四海之日韓、東南亞》 ，上海：上海書店出版社，2005.
- 《饞游四海之歐美》，上海：上海書店出版社，2005.
- 《饞游四海之中國》 ，上海：上海書店出版社，2005.
- 《紅酒心語》，上海：上海書店出版社，2005.
- 《读水浒·论领袖》 ，香港：商務印書館，2005.
- 《讀三國，論管理》 ，香港：商務印書館，2005.
- 《商鑒：國際知名企業失敗案例分析》，上海：學林出版社，2005.
- 《休闲经》 ， 中国 : 汉语大词典出版社，2005.
- 《管理经》， 中国 : 汉语大词典出版社，2005.

2004年
- 《日本情調》，香港 : 天地圖書有限公司，2004.
- 《日本經濟四大教訓》，香港 : 商務印書館，2004.

2003年
- 《管理心法》， 中国 : 学林出版社，2003.
- 《教子心法》， 中国 : 学林出版社，2003.
- 《处世心法》， 中国 : 学林出版社，2003.
- 《閱世篇》，香港 : 天地圖書有限公司，2003.
- 《消閒篇》，香港 : 天地圖書有限公司，2003.
- 《管治篇》，香港 : 天地圖書有限公司，2003.

2002年
- 《管理經》，香港 : 天地圖書有限公司，2002.
- 《教子經》，香港 : 天地圖書有限公司，2002.
- 《處世經》，香港 : 天地圖書有限公司，2002.
- 《饞遊四海 (三)》，台北市 : 遠景出版事業公司，2002.

2001年
- 《饞遊四海 (二)》，台北市 : 遠景出版事業公司，2001.
- 《饞遊四海 (一)》，台北市 : 遠景出版事業公司，2001.
- 《閒遊記饞》，台北市 : 遠景出版事業公司，2001.

2000年
- 《法國試食行》，香港：三聯書店 ( 香港) 有限公司，2000.

1993-1999年
- 《廿年目睹金融怪现象》，上海 : 上海财经大学出版社，1999.
- 《另類家書》，台北市 : 遠景出版事業公司，1999.
- 《紅酒新語》，香港：明窗出版社有限公司，1998.
- 《廿年目睹金融怪現象》，香港 : 三聯書店 ( 香港) 有限公司，1998.
- 《饞遊偶拾》，台北市 : 遠景出版事業公司，1997.
- 《饞話連篇》，台北市 : 遠景出版事業公司，1995.
- 《閒遊記饞》，台北 : 大人物出版社，1993.
- 《商海興亡》，台北 : 大人物出版社，1993.
- 《錢眼見聞》，台北 : 大人物出版社，1993.

## 資料來源
1. ↑  中國商管智慧系列 的存檔，存档日期2008-04-16.

## 外部連結
- 张建雄个人网站 [永久]
- 《管理新思維—從三國論管理》嘉賓介紹（2005年3月25日更新）[]
- 《工商管理研究社》（2006年4月14日更新）